# Hégen
Hégen (románul: Brădeni, 1964-ig Hendorf, németül: Henndorf, szászul Händerf) falu Romániában, Szeben megyében, az azonos nevű község központja.

## Fekvése
Segesvártól 21 km-re délre, a Hortobágy folyó jobb partján fekszik.

## Nevének eredete
Az ófelnémet Hagino személynévből való. Első említésekor, 1297-ben terra Heen, 1349-ben Hegun, 1353-ban Hendorff, 1353-ban Hegny, 1733-ban Hégen néven szerepelt. Mai román nevét a mellette található fenyőerdőről kapta (brad 'fenyő').

## Története
A 13. században települt szász lakossággal. Temploma a 14–15. században búcsújáróhely volt. 1427-ben országos vásár tartására nyert jogot. 1488-ban 59 gazda, négy pásztor és egy iskolamester lakta. A 16. században háromszor is porig égett, lakossága 1488-ra mégis 185 családra nőtt, ezzel Segesvárszék negyedik legnépesebb települése volt. Mivel a Segesvár és Fogaras közötti úton feküdt, sokat szenvedett a hadak átvonulásától. Amikor 1658-ban a török hadak felgyújtották a falut, a lakosok a templomerődben találtak menedéket. 1711-ben már tizenegy román család is lakta. Ácsai a 19. században messze földön híresek voltak. 1876-ban csatolták az akkor létrehozott Nagy-Küküllő vármegyéhez. 1897-ben kisközségből nagyközséggé alakult. 1946-ban a szárazság miatt települtek ide szegény magyar gazdasági cselédek Vámosgálfalváról, Haranglábról és Szászcsávásról. A kivándorolt szászok 1982-ben alapították meg a németországi hégeniek szövetségét.
1910-ben 1039 lakosa közül 474 volt német, 292 román, 240 cigány és 33 magyar anyanyelvű; 530 ortodox, 469 evangélikus és 29 református vallású.
2002-ben 785 lakosából 407 vallotta magát román, 346 cigány, 27 magyar és 5 német nemzetiségűnek; 735 ortodox, 21 református, 13 pünkösdista, 6 evangélikus és 6 adventista vallásúnak.

## Nevezetességek
- 14–15. századi gótikus evangélikus erődtemploma védőfalát eredetileg négy saroktorony erősítette, melyek közül három ma is áll. A hajó ablakait a 18. században megnagyobbították és egyenes záródásúvá alakították. A festett kazettás karzat 18–19. századi. A szentélyben, az orgona mellett 15. századi szentségfülke található. Belseje 1776 és 1851 között háromszor töltődött föl iszappal, ezért padlóját megemelték. A bal oldali padok alatt egy csapóajtóval lezárt kút nyílik. A templom két védőemeletén őrzött, 16-19. századi, festett és festetlen ládákat 2002-től német- és magyarországi szakemberek restaurálták Segesvárott. Ugyancsak a védőemeleten maradtak meg a sorszámozott élelmiszer-tároló kampók. Ezek mellett megmaradt 118 gabonatároló hombár, amelyek nagy részét a segesvári hegyi templomban állították ki restaurálás után. Körülötte a talajszint az áradások miatt három méterrel emelkedett meg 1500 óta.[2] Egyik harangját a 13–14. században öntötték.[5]
- A falu közvetlen közelében három víztározó, melyeket halastóként is használnak.

## Híres emberek
- Itt született 1904-ben Remus Răduleț mérnök.
- Itt született 1910-ben Ilarion Cocișiu zeneszerző, népzenekutató.

## Fényképek

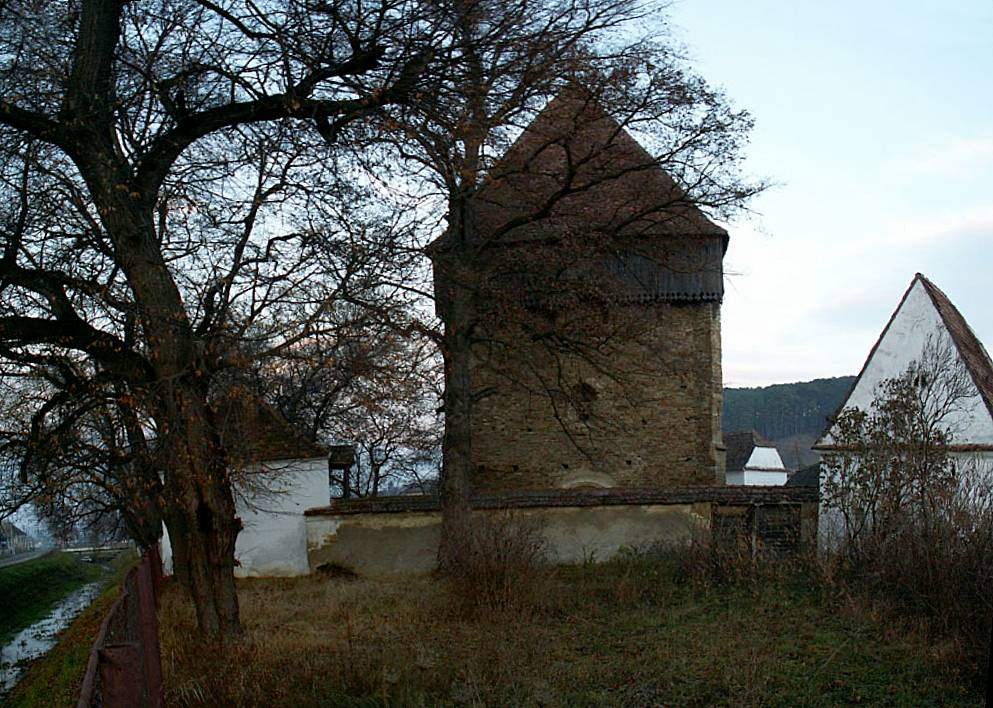
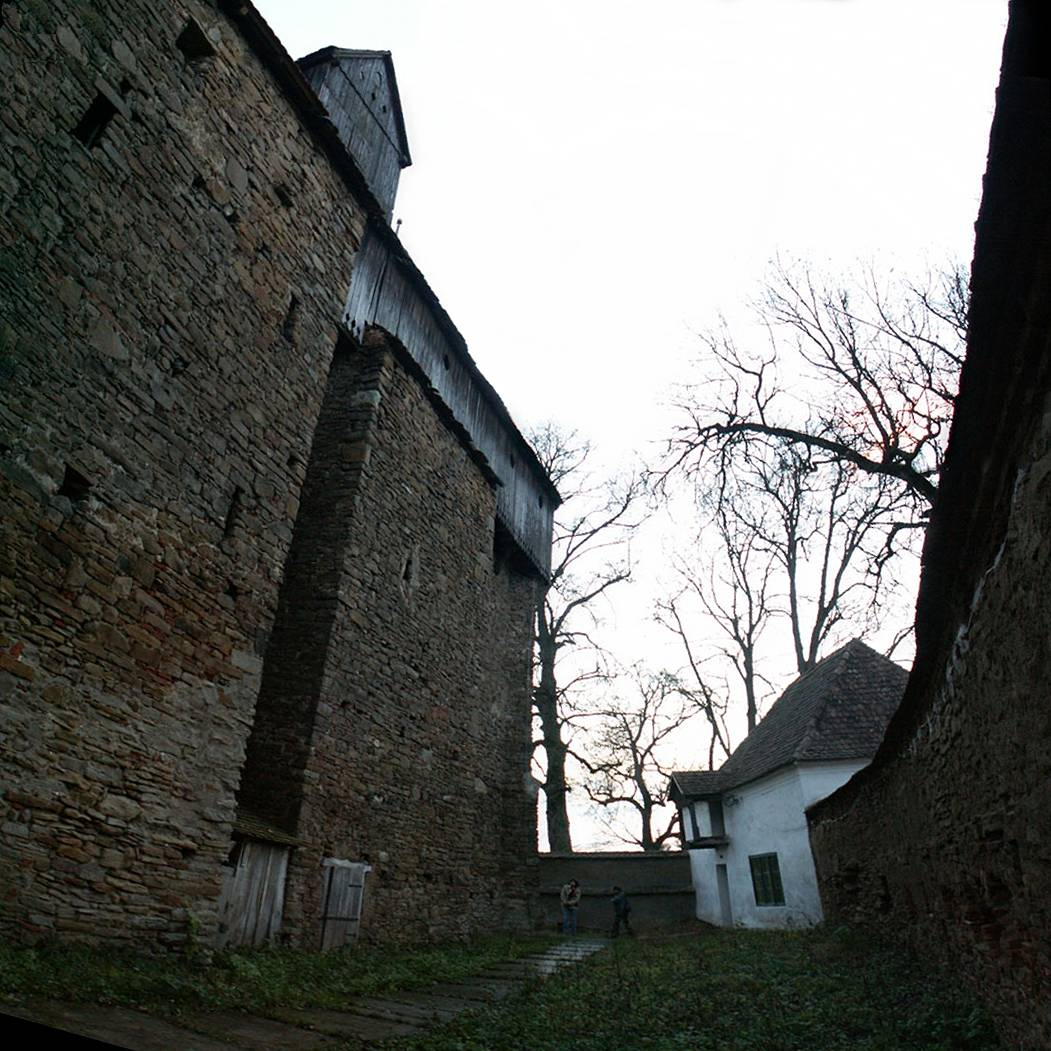
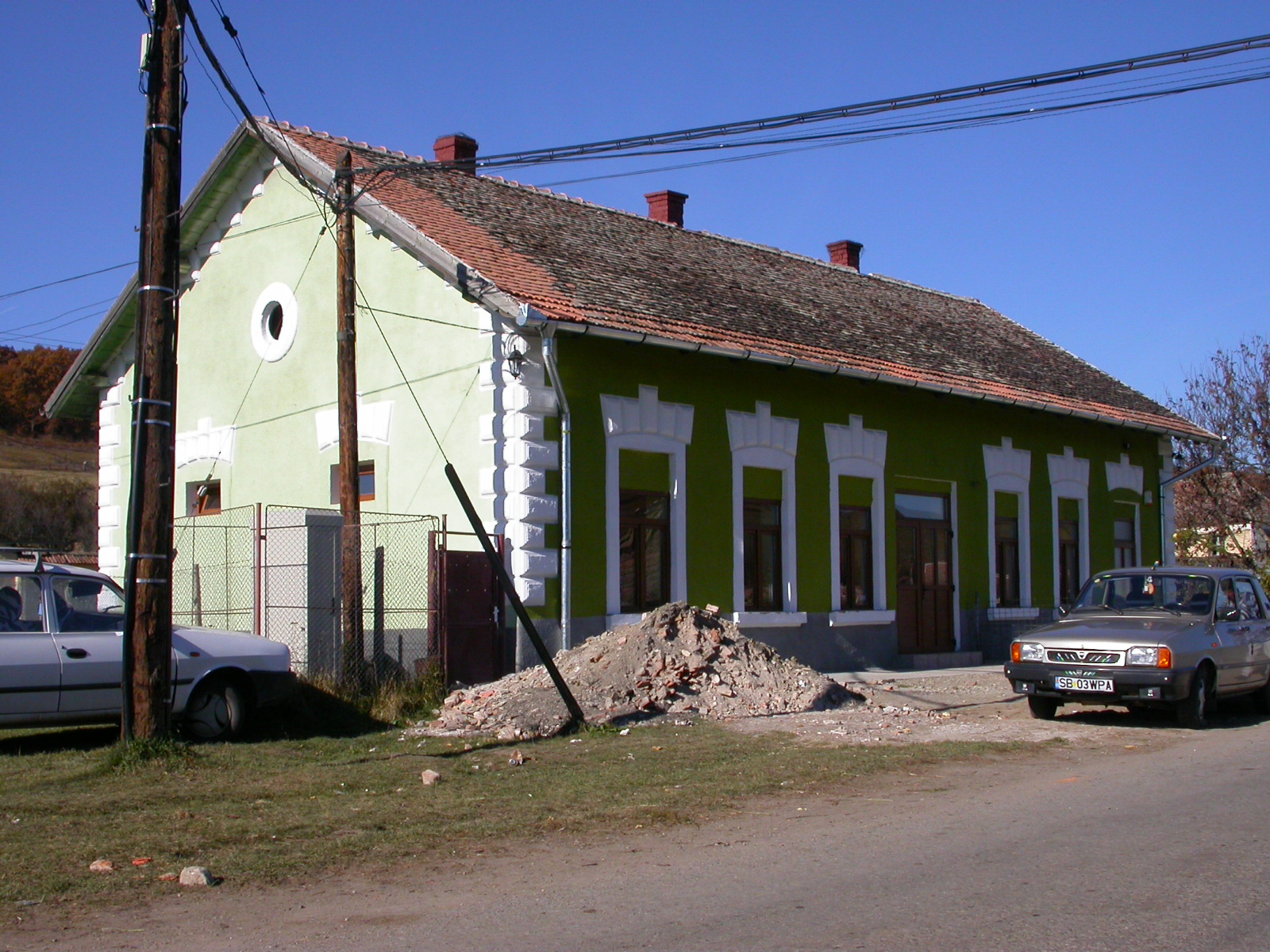
A volt vasútállomás
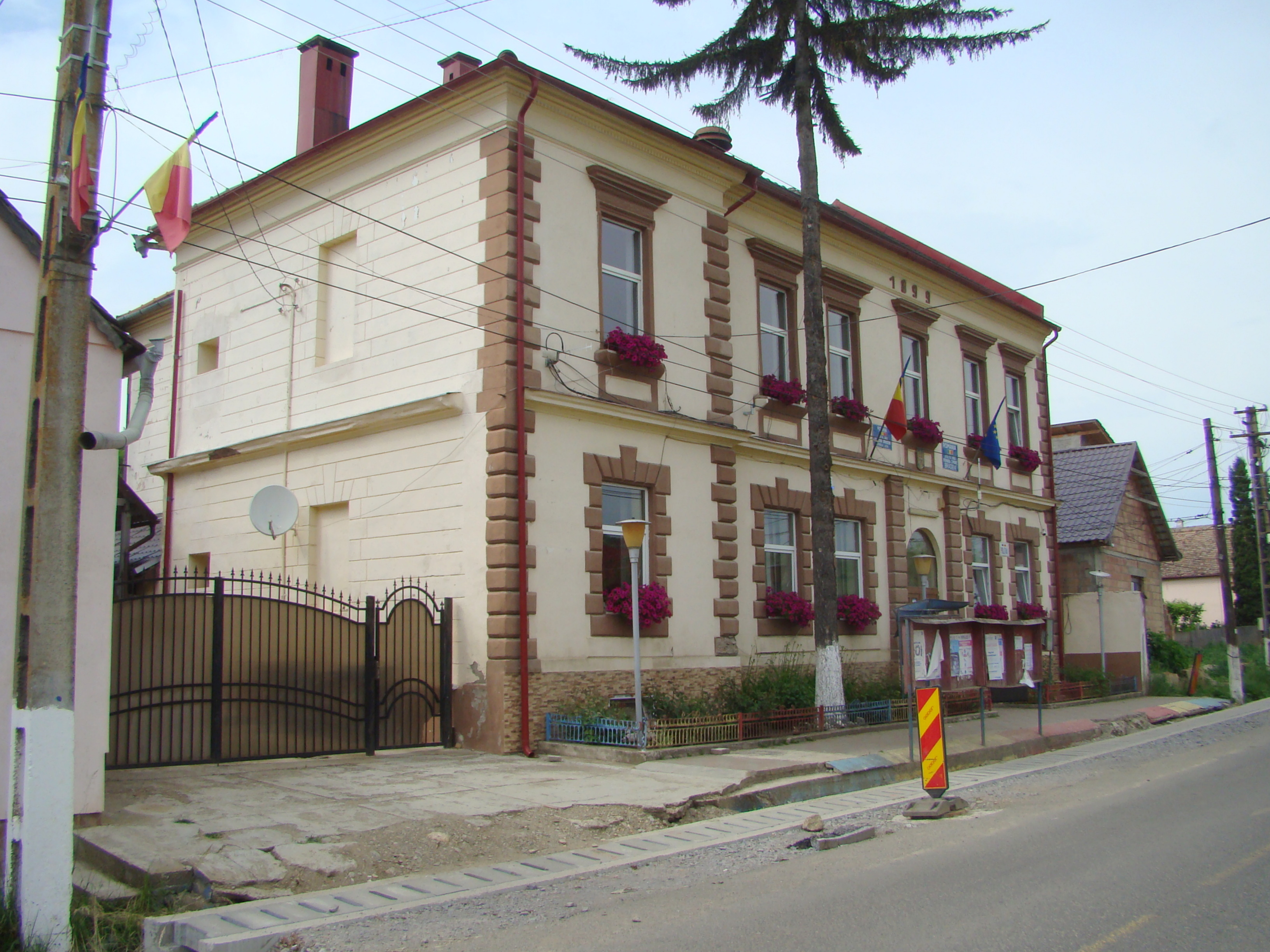
Községháza
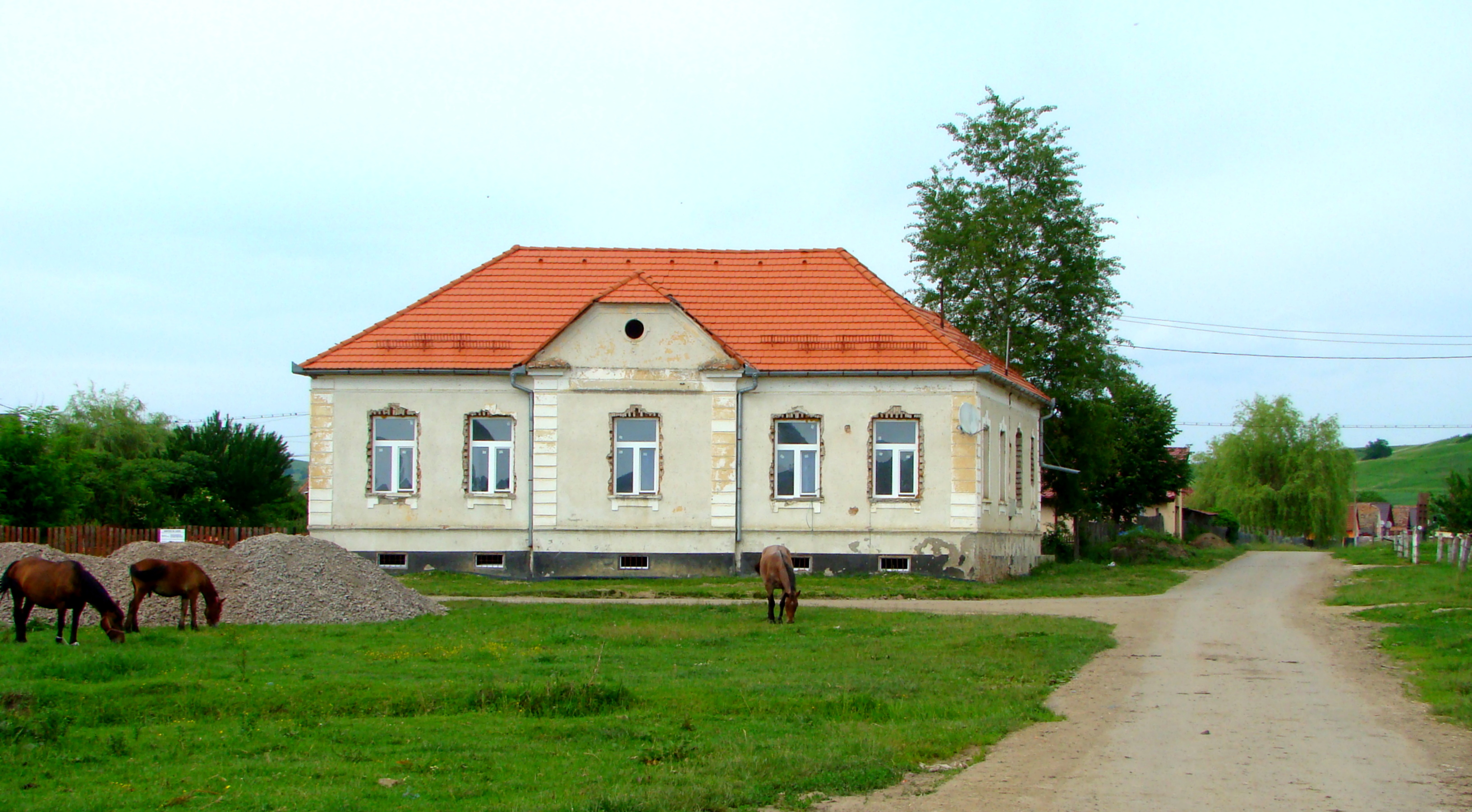
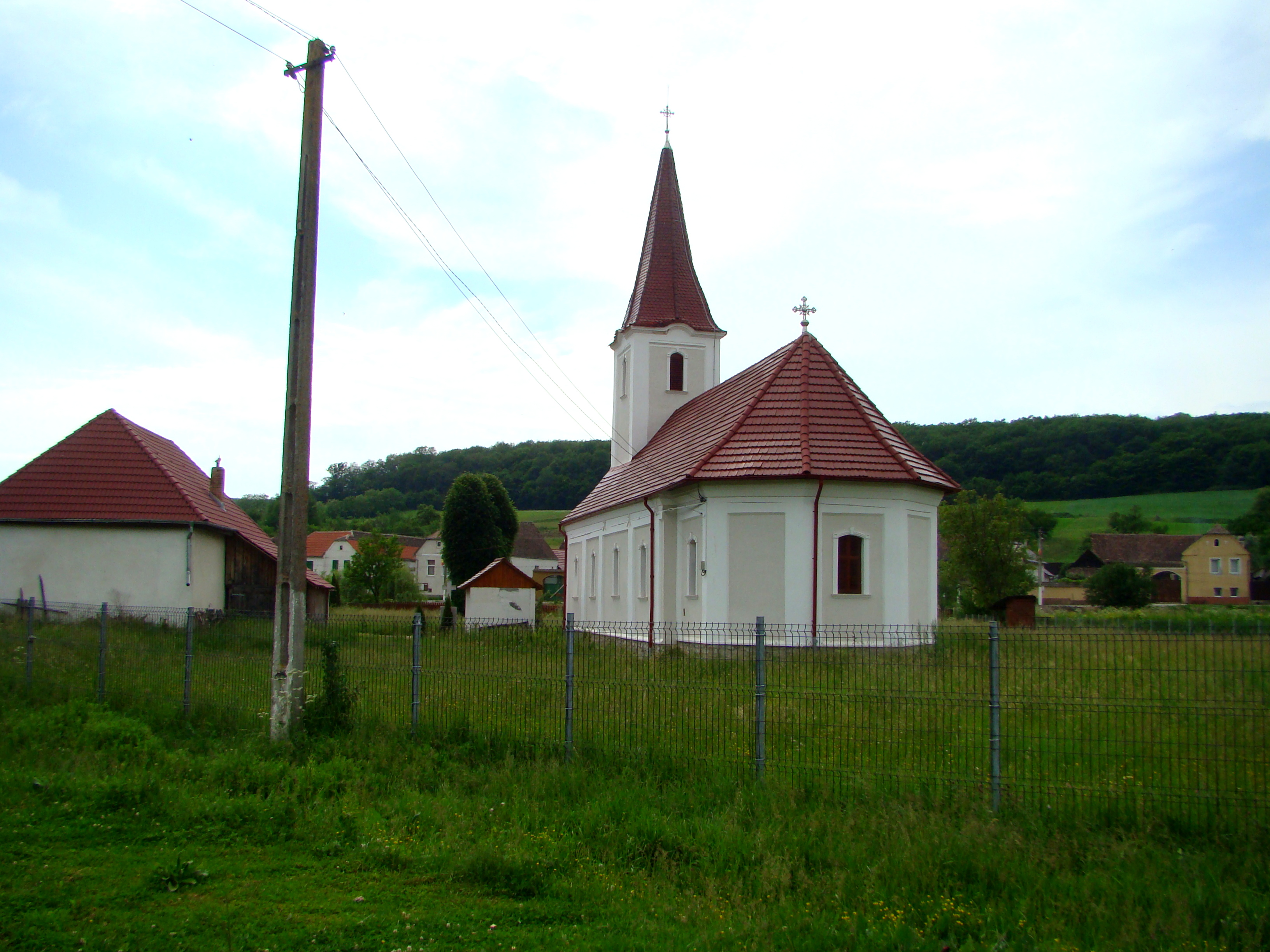
Ortodox templom